# Saison 1 de The Fall
Chronologie
Saison 2
Cet article présente le guide des épisodes de la première saison de la série télévisée britannique The Fall.

## Diffusion
- Royaume-Uni : Diffusion du 13 mai 2013 au 10 juin 2013 sur BBC Two.
- France : Diffusion du 2 avril 2014 au 9 avril 2014 sur 13e rue puis rediffusion du 28 janvier 2016 au 4 février 2016 sur NRJ12.

## Distribution

### Acteurs principaux
- Gillian Anderson (VF : Caroline Beaune) : Stella Gibson, superintendant de la Metropolitan Police Service
- Jamie Dornan (VF : Axel Kiener) : Paul Spector
- John Lynch (VF : Bernard Gabay) : Jim Burns, assistant du chef de police
- Bronagh Waugh (VF : Sylvie Jacob) : Sally-Ann Spector
- Niamh McGrady (en) (VF : Adeline Moreau) : Danielle Ferrington, agent de police
- Archie Panjabi (VF : Karine Texier) : Tanya Reed Smith, pathologiste
- Emmett Scanlan (en) (VF : Fabien Jacquelin) : Glen Martin, inspecteur de police
- Stuart Graham (en) (VF : Nicolas Marié) : Matthew Eastwood, inspecteur-chef
- Ben Peel (VF : Boris Rehlinger)  : James Olson, sergent de police
- Ian McElhinney (VF : Michel Voletti)  : Morgan Monroe
- Michael McElhatton (VF : Jérôme Keen) : Rob Breedlove, inspecteur de police
- Frank McCusker (VF : Patrick Béthune) : Garrett Brink, inspecteur-chef
- Laura Donnelly (VF : Hélène Bizot) : Sarah Kay

### Acteurs récurrents et invités
- Aisling Franciosi (VF : Joséphine Ropion) : Katie Benedetto
- Karen Hassan (en) (VF : Edwige Lemoine) : Annie Brawley
- Nick Lee (en) (VF : Mathias Kozlowski) : Ned Callan
- Valene Kane (VF : Julie Dumas) : Rose Stagg
- Brian Milligan (VF : Fabrice Lelyon) : James Tyler
- Séainín Brennan (VF : Stéphanie Lafforgue) : Liz Tyler

## Épisodes

### Épisode 1:Un tueur dans la nuit
- Royaume-Uni : 13 mai 2013 sur BBC Two
- France :
- 2 avril 2014 sur 13ème rue
- 28 janvier 2016 sur NRJ12

- Royaume-Uni : 4,49 millions de téléspectateurs[1]
- France : 711 000 téléspectateurs[2](deuxième diffusion)

### Épisode 2:Mise en scène
- Royaume-Uni : 20 mai 2013 sur BBC Two
- France :
- 2 avril 2014 sur 13ème rue
- 28 janvier 2016 sur NRJ12

- Royaume-Uni : 4,16 millions de téléspectateurs[1]
- France : 585 000 téléspectateurs[2](deuxième diffusion)

### Épisode 3:Insolence et Ivresse
- Royaume-Uni : 27 mai 2013 sur BBC Two
- France :
- 9 avril 2014 sur 13ème rue
- 28 janvier 2016 sur NRJ12

- Royaume-Uni : 3,96 millions de téléspectateurs[1]
- France : 462 000 téléspectateurs[2](deuxième diffusion)

### Épisode 4:Frustrations
- Royaume-Uni : 3 juin 2013 sur BBC Two
- France :
- 9 avril 2014 sur 13ème rue
- 4 février 2016 sur NRJ12

- Royaume-Uni : 4,28 millions de téléspectateurs[1]
- France : 534 000 téléspectateurs[3](deuxième diffusion)

### Épisode 5:Regarde-moi
- Royaume-Uni : 10 juin 2013 sur BBC Two
- France :
- 9 avril 2014 sur 13ème rue
- 4 février 2016 sur NRJ12

- Royaume-Uni : 4,65 millions de téléspectateurs[1]
- France : 530 000 téléspectateurs[3](deuxième diffusion)